# Élections fédérales canadiennes de 2011 au Nouveau-Brunswick
Les élections fédérales canadiennes de 2011 au Nouveau-Brunswick ont permis au Parti conservateur de remporter 8 sièges et au Parti libéral et au NPD, un chacun.

## Résultats provinciaux
| Parti | Parti        | Parti    |      |
| ----- | ------------ | -------- | ---- |
|       | Conservateur | Sièges : | 8    |
|       | Conservateur | Voix :   | 43,9 |
|       | NPD          | Sièges : | 1    |
|       | NPD          | Voix :   | 29,8 |
|       | Libéral      | Sièges : | 1    |
|       | Libéral      | Voix :   | 22,6 |
|       | Vert         | Sièges : | -    |
|       | Vert         | Voix     | 3,2  |

## Résultats par circonscription
| Circonscription           | Candidats | Candidats                          | Candidats | Candidats                          | Candidats | Candidats                       | Candidats | Candidats                            | Candidats | Candidats                          |  | Député sortant       |
| Circonscription           |           | Conservateur                       |           | Libéral                            |           | NPD                             |           | Vert                                 |           | Autre                              |  | Député sortant       |
| ------------------------- | --------- | ---------------------------------- | --------- | ---------------------------------- | --------- | ------------------------------- | --------- | ------------------------------------ | --------- | ---------------------------------- |  | -------------------- |
| Acadie—Bathurst           |           | Louis Robichaud 7 455 16,22%       |           | Jean Marie Gionet 6 491 14,12%     |           | Yvon Godin 32 017 69,66%        |           | —                                    |           |                                    |  | Yvon Godin           |
| Beauséjour                |           | Evelyne Chapman 14 814 33,27%      |           | Dominic LeBlanc 17 399 39,08%      |           | Susan Levi-Peters 10 397 23,35% |           | Nathalie Arsenault 1 913 4,30%       |           |                                    |  | Dominic LeBlanc      |
| Fredericton               |           | Keith Ashfield 21 457 48,43%       |           | Randy McKeen 10 292 23,23%         |           | Jesse Travis 10 522 23,75%      |           | Louise Anna-Marie Comeau 1 772 4,00% |           | Adam Scott Ness (Ind.) 266 0,60%   |  | Keith Ashfield       |
| Fundy Royal               |           | Rob Moore 21 302 58,15%            |           | Linda Wilhelm 3 683 10,05%         |           | Darryl Pitre 9 880 26,97%       |           | Stephanie Coburn 1 767 4,82%         |           |                                    |  | Rob Moore            |
| Madawaska—Restigouche     |           | Bernard Valcourt 14 224 40,70%     |           | Jean-Claude D'Amours 12 309 35,22% |           | Widler Jules 6 512 18,63%       |           | Lynn Morrison 609 1,74%              |           | Louis Bérubé (Ind.) 1 293 3,70%    |  | Jean-Claude D'Amours |
| Miramichi                 |           | Tilly O'Neill-Gordon 16 113 52,37% |           | Keith Vickers 6 804 22,11%         |           | Patrick Colford 7 097 23,07%    |           | Ronald Mazerolle 753 2,45%           |           |                                    |  | Tilly O'Neill-Gordon |
| Moncton—Riverview— Dieppe |           | Robert Goguen 17 408 37,28%        |           | Brian Murphy 15 244 32,65%         |           | Shawna Gagné 14 053 30,10%      |           | Steven Steeves 2 016 4,32%           |           |                                    |  | Brian Murphy         |
| New Brunswick Southwest   |           | John Williamson 17 971 56,52%      |           | Kelly Wilson 4 319 13,58%          |           | Andrew Graham 7 413 23,31%      |           | Janice Harvey 1 645 5,17%            |           | Jason Farris (CHP) 450 1,42%       |  | Greg Thompson†       |
| Saint John                |           | Rodney Weston 18 457 49,81%        |           | Stephen Chase 5 964 16,10%         |           | Rob Moir 11 322 30,56%          |           | Sharon Murphy-Flatt 1 017 2,74%      |           | Arthur Jr. Watson (Ind.) 294 0,79% |  | Rodney Weston        |
| Tobique—Mactaquac         |           | Mike Allen 21 118 62,62%           |           | Chuck Chiasson 5 375 15,94%        |           | Pierre Cyr 6 403 18,99%         |           | Rish McGlynn 827 2,45%               |           |                                    |  | Mike Allen           |